# Boffalora sopra Ticino
Boffalora sopra Ticino es una localidad italiana de la provincia de Milán, región de Lombardía, con 4.321 habitantes.

## Evolución demográfica
| Gráfica de evolución demográfica de Boffalora sopra Ticino entre 1861 y 2001 |
|                                                                              |
| Fuente ISTAT - elaboración gráfica de Wikipedia                              |